# Anne Bruneau
Anne Bruneau est une biologiste québécoise spécialisée en biologie végétale et professeure à l'Université de Montréal.

## Biographie
Anne Bruneau détient un baccalauréat de l'Université McGill (1982) et une maîtrise de l'Université du Connecticut (1986). Dans le cadre de son doctorat à l'Université Cornell (1993), elle travaille sur la systémique végétale. En 1995, elle réalise un postdoctorat à l'Université de Reading en Angleterre. La même année, elle rejoint à titre de professeure le Département des sciences biologiques de l'Université de Montréal. Elle y a dirigé l'Institut de recherche en biologie végétale, et depuis 2011, elle est la directrice scientifique du Centre sur la biodiversité de l'Université de Montréal.

## Travaux de recherche

### Classification des légumineuses
Elle est une spécialiste des légumineuses. Lors de son doctorat, elle s'intéresse à la classification des légumineuses, et elle y relève quelques problèmes. Elle travaille alors à reconstituer le parcours évolutif, par une analyse phylogénétique, de ces végétaux aux nombreuses variétés. En 2015, elle procède à un reclassement plus logique des légumineuses ou Fabaceae. Pour ce faire, elle collabore avec de nombreux chercheurs et laboratoires. Finalement, sa classification proposera six sous-familles au lieu des trois sous-familles existantes. Cette classification n'avait pas été modifiée depuis trois siècles. Deux légumineuses arbustives portent aujourd'hui son nom : Annea afzelii et d’Annea laxiflora.
En 2021, elle sera l'une des « 80 taxinomistes spécialistes de la famille des légumineuses et originaires de 24 pays [qui] ont travaillé à mettre à jour les informations existantes afin d'établir une liste qui reconnaît à l’heure actuelle 22 939 espèces ». La liste est accessible sur le Portail des données sur les légumineuses.

### Le projet Canadensys
Anne Bruneau a aussi mis en place un réseau canadien de bases de données sur la biodiversité : le projet Canadensys. On y retrouvait en 2018, « plus de 50 collections et inventaires et près de 4,2 millions de spécimens de tous les continents ». Le projet est géré par le Centre de la biodiversité, un centre issu d’un partenariat entre l’Université de Montréal et le Jardin botanique de Montréal. Il regroupe des données taxonomiques, géographiques, historiques et de quantité. Ces données sur la biodiversité mondiale sont essentielles à la compréhension et à la gestion des écosystèmes.
La chercheuse est aussi à l'origine du Centre de la biodiversité, un projet mené avec une équipe de chercheurs. Inspiré par le Kew Gardens de Londres, le Centre rassemble les volets recherche, éducatif et grand public.

## Publications
- Bruneau, A. & C.E. Hughes. 2019. Tribute to Gwilym P. Lewis. Advances in Legume Systematics 13. Australian Systematic Botany 32: iv-vi. doi:10.1071/SBv32n6_TB
- Bruneau, A., L. Borges, R. Allkin, A.E. Egan, M. de la Estrella, F. Javadi, Firouzeh, B. Klitgaard, J. Miller, D. Murphy, C. Sinou, M. Vantaparast & R. Zhang. 2019. Towards a new online species information system for legumes. Advances in Legume Systematics 13. Australian Systematic Botany 32: 495-518. doi:10.1071/SB19025
- Koenen, E., D. Ojeda Alayon, R. Steeves, J. Migliore, F.T. Bakker, J. Wieringa, C. Kidner, O. Hardy, R.T. Pennington, A. Bruneau & C.E. Hughes. 2019. Large-scale genomic sequence data resolve the deepest divergences in the legume phylogeny and support a near-simultaneous evolutionary origin of all six subfamilies. New Phytologist, accepted. doi:10.1111/nph.16290
- Azani, N., A. Bruneau, M.F. Wojciechowski & S. Zarre. 2019. Miocene climate change as a driving force for multiple origins of annual species in Astragalus (Fabaceae, Papilionoideae). Molecular Phylogenetics and Evolution 137: 210-221. doi:10.1016/j.ympev.2019.05.008
- Ojeda, D.I., E. Koenen, S. Cervantes, M. de la Estrella, E. Banguera-Hinestroza, S. B. Janssens, J. Migliore, B. Demenou, A. Bruneau, F. Forest & O.J. Hardy. 2019. Phylogenomic analyses reveal an exceptionally high number of evolutionary shifts in a florally diverse clade of African legumes. Molecular Phylogenetics and Evolution 137: 156-167. doi:10.1016/j.ympev.2019.05.002
- Stai, J.S., A. Yadav, C. Sinou, A. Bruneau, J.J. Doyle, D. Fernández-Baca & S.B. Cannon. 2019. Cercis: a non-polyploid genomic relic within the generally polyploid Legume family. Frontiers in Plant Science 10: article 345. doi:10.3389/fpls.2019.00345

## Prix et distinctions
- 2018 : Prix Armand-Frappier, consacré au développement d’une institution de recherche ou administration et promotion de la recherche. Il s'agit de l'un des Prix du Québec remis par le gouvernement du Québec[3].

- 2016 : Prix Acfas Michel-Jurdant, consacré à la recherche en sciences de l'environnement, remis par l'Acfas[8].

- 2012 : Prix Pierre-Dansereau de l'Association des biologistes du Québec, attribué pour une contribution exceptionnelle en biologie par des travaux de recherche, d’enseignement ou de communication sur la biodiversité[9].

- Le nom d'Annea désigne, en son honneur, un genre de la famille des légumineuses présent en Afrique[10].